# Saffranspapegoja
Saffranspapegoja (Pyrilia pyrilia) är en fågel i familjen västpapegojor inom ordningen papegojfåglar.

## Utbredning och systematik
Fågeln återfinns från allra östligaste Panama till norra Colombia och nordvästra Venezuela. Den behandlas som monotypisk, det vill säga att den inte delas in i några underarter.

## Status
IUCN kategoriserar arten som nära hotad.